# Danton (film 1931)
Danton è un film storico tedesco del 1931 diretto da Hans Behrendt. La pellicola narra la drammatica caduta e l'esecuzione di Georges Danton nel 1794 per mano di Maximilien Robespierre.

## Trama
Francia XVII secolo: Al tempo della rivoluzione francese, i rivoluzionari parlano di ciò che dovrebbe accadere a re Luigi XVI. Il gruppo intorno a Georges Jacques Danton chiede vigorosamente che il monarca venga giustiziato. Il re viene quindi processato e ghigliottinato sulla pubblica piazza. Ci sono ulteriori processi contro dei nobili e le sentenze capitali di massa vengono pronunciate. Quando Danton visita una prigione, si innamora della prigioniera Louise Gély. A causa di questa passione amorosa, Danton entra in conflitto con il suo avversario ed ex alleato politico Robespierre. Robespierre riesce a portare Danton sul banco degli imputati e infine a farlo condannare a morte e giustiziare per mezzo della ghigliottina.